# Gesetz vom 22. Prairial
Das Gesetz vom 22. Prairial (auch „Schreckensgesetz“, französisch meist loi de Prairial ‚Prairialgesetz‘) war ein Gesetz, das die Verurteilung und Hinrichtung von Gegnern der Revolution erleichtern und beschleunigen sollte. Es leitete die Hochphase des Terrors in der Französischen Revolution ein.
Das Gesetz wurde von Maximilien de Robespierre konzipiert. Es wurde am 10. Juni 1794 (22. Prairial II nach dem Französischen Revolutionskalender) von Georges Couthon im Nationalkonvent vorgetragen und nach erregter Debatte ohne Einschränkung angenommen. Es regelte die Zuständigkeit, den Aufbau und die personelle Besetzung des Revolutionstribunals, den Gang des Verfahrens und definierte den Begriff „Feind des Volkes“ (ennemi du peuple, Art. 5 und 6). Wer als ein solcher bezeichnet werden konnte – und das war aufgrund der dehnbaren gesetzlichen Begriffserklärung fast immer möglich –, musste mit dem Tode bestraft werden, denn die Urteile des Revolutionstribunals durften nur auf Freispruch oder Tod lauten (Art. 7). Weitere Einzelheiten: 
- Das Gesetz schaffte die Möglichkeit der Angeklagten ab, sich eines Verteidigers zu bedienen (Art. 16).
- Es vereinfachte die Beweisaufnahme und die Anforderungen an die Überzeugung von der Schuld des Angeklagten – „moralische Beweise“ genügten für eine Verurteilung (Art. 8).
- Außerdem wurden alle Bürger verpflichtet, „Verschwörer und Gegenrevolutionäre“ bei den Behörden zu denunzieren (Art. 9).

In den sieben Wochen seiner Geltung wurden in Paris 1376 Personen guillotiniert, in den vorangehenden 15 Monaten hatte das Revolutionstribunal 1579 Todesurteile verhängt. Nach der Hinrichtung Robespierres am 10. Thermidor II (28. Juli 1794) wurde das Gesetz aufgehoben.